# Comitato di Nagy-Küküllő
Il comitato di Nagy-Küküllő (in ungherese Nagy-Küküllő vármegye, in romeno Comitatul Târnava Mare, in tedesco Komitat Groß-Kokel o Groß-Kokelburg, in latino Comitatus Küküllőensis o Kukoliensis) è stato un antico comitato del Regno d'Ungheria, situato nell'attuale Romania centrale, in Transilvania. Capitale del comitato era la città di Segesvár, oggi nota col nome romeno di Sighișoara.
Il comitato di Nagy-Küküllő confinava con gli altri comitati di Kis-Küküllő, Udvarhely, Háromszék, Brassó, Fogaras, Szeben e Alba inferiore.

## Storia
Il comitato, attraversato dall'omonimo fiume, venne formato nel corso della riforma amministrativa della Transilvania del 1876, quando il comitato di Küküllő venne diviso nei due comitati di Kis-Küküllő e Nagy-Küküllő. Nel 1920, in base al Trattato del Trianon, passò alla Romania.
Il suo territorio fa oggi parte dei distretti romeni di Sibiu (la parte occidentale), Brașov (la parte sudorientale) e Mureș (la zona del capoluogo).